# Giovanni Papanti
Giovanni Papanti (* 1830 in Livorno; † 1893 in Castel Gandolfo) war ein italienischer Bibliograf, Bibliophiler, Novellenforscher, Italianist und Dialektologe.

## Leben und Werk
Papanti sammelte als Privatgelehrter italienische Novellen (und Sprüche) und erstellte Bibliografien. Berühmt ist seine Sammlung von Versionen einer Novelle von Boccaccio in 704 Dialektversionen unter dem Titel I parlari italiani (1875 und 1972).

## Werke
- Catalogo dei novellieri italiani  in prosa raccolti e posseduti da Giovanni Papanti, aggiuntevi alcune novelle per la maggior parte inedite,  Livorno 1871
- Dante, secondo la tradizione e i novellatori, Livorno 1873
- (Hrsg.) Novelle di ser Andrea Lancia. Secolo XIV,  Bologna 1873
- (Hrsg.) Facezie e motti dei secoli XV e XVI. Codice inedito Magliabechiano, Bologna 1874, 1968
- I parlari italiani in certaldo alla festa del V centenario di messer Giovanni Boccacci, Livorno 1875, Bologna  1972 (zahlreiche Dialektversionen einer Novelle von Boccaccio)
- Giambattista Passano e i suoi novellieri italiani in prosa indicati e descritti, Livorno 1878